# Странная война

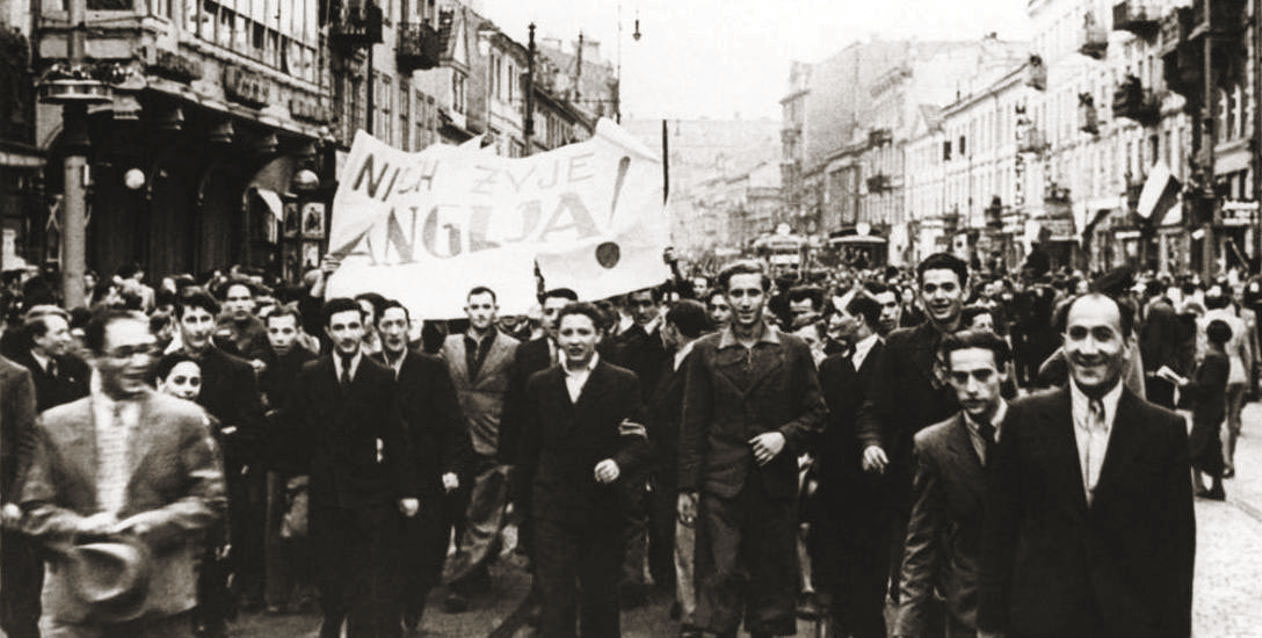
После объявления Великобританией войны Германии поляки вышли на радостную демонстрацию перед британским посольством в Варшаве, 1939

Европа 1 сентября 1939 года

«Странная война», «Сидячая война» (фр. Drôle de guerre, англ. Phoney War, нем. Sitzkrieg) — период Второй мировой войны с 3 сентября 1939 по 10 мая 1940 года на Западном фронте.
Впервые название Phoney War (с англ. — «фальшивая, ненастоящая война») было использовано американскими журналистами в 1939 году. Авторство французской версии Drôle de guerre (с фр. — «странная война») принадлежит перу французского журналиста Ролана Доржелеса. Таким образом был подчёркнут характер боевых действий между враждующими сторонами — почти полное их отсутствие, за исключением боевых действий на море. Враждующие стороны вели только бои локального значения на франко-немецкой границе, в основном находясь под защитой оборонительных линий Мажино и Зигфрида. Изредка западные союзники вели бомбардировки промышленных центров Германии. Период «Странной войны» в полной мере был использован немецким командованием в качестве стратегической паузы: Германии удалось успешно провести Польскую кампанию, захватить Данию и Норвегию, а также подготовиться к вторжению во Францию.

## Предпосылки
После прихода к власти Адольф Гитлер начал реализовывать идею по объединению всех земель с проживающими там немцами в единое государство. Опираясь на военную мощь и дипломатическое давление, в марте 1938 года Германия беспрепятственно провела аншлюс Австрии.
В сентябре того же года заключение Мюнхенского соглашения привело к разделу Чехословакии между Германией, Польшей и Венгрией.
21 марта 1939 года Германия потребовала присоединения города Данциг (современный Гданьск), находившегося под управлением Лиги наций, и открытия «польского коридора» (созданного после Первой мировой войны для обеспечения выхода Польши к Балтийскому морю). Польша отказалась выполнить требования Германии. В ответ 28 марта 1939 года Гитлер объявил о недействительности Пакта о ненападении с Польшей (подписан в январе 1934 года).
31 марта 1939 года премьер-министр Великобритании Чемберлен от имени английского и французского правительств заявил, что будет предоставлять всю возможную помощь Польше, если её безопасности будет что-то угрожать. Односторонняя английская гарантия Польше 6 апреля была заменена двухсторонним соглашением о взаимопомощи между Англией и Польшей.
15 мая 1939 года был подписан польско-французский протокол, по которому французы обещали начать наступление в течение следующих двух недель после мобилизации.
25 августа 1939 года в Лондоне окончательно был оформлен и подписан англо-польский союз в виде Соглашения о взаимопомощи и секретного договора.
Статья первая англо-польского Соглашения о взаимопомощи гласила:
| «W razie gdyby jedna ze stron umawiających się znalazła się w działaniach wojennych w stosunku do jednego z mocarstw europejskich na skutek agresji tego ostatniego przeciwko tejże stronie umawiającej się, druga strona umawiająca się udzieli bezzwłocznie stronie umawiającej się znajdującej się w działaniach wojennych wszelkiej pomocy i poparcia będących w jej mocy.» | «В случае если одна из Сторон Договора будет втянута в боевые действия с европейским государством агрессией, устроенной последним против указанной Стороны Договора, другая Сторона Договора немедленно предоставит Стороне Договора, втянутой в боевые действия, всю поддержку и помощь, которую будет в состоянии оказать». |

Под «европейским государством», как следовало из секретного договора, имелась в виду Германия.
1 сентября 1939 года немецкие войска пересекли границу с Польшей. В соответствии с договорённостями в тот же день во Франции была объявлена мобилизация. Несколько позже, 17 сентября 1939 года, с Востока в пределы Польши вторглись войска РККА СССР.

Укрепленные оборонительные линии, созданные при подготовке к войне

## Силы сторон
По своему потенциалу Великобритания и Франция значительно превосходили Германию. Население Германии (включая Австрию и Судеты) насчитывало 79,4 млн человек, а население Британской и Французской колониальных империй — соответственно 560 млн и 110 млн человек (из них в метрополиях — 47,5 и 42 млн человек).
В 1939 году в Германии было добыто 284 млн т угля, в Британской метрополии — 235 млн и во Французской — 49,8 млн т; выплавлено чугуна соответственно 19,8 млн, 8,1 млн и 7,4 млн т; произведено
стали 25,6 млн, 13,4 млн и 7,9 млн т, общее производство империй было ещё больше. Накануне войны Германия резко увеличила выпуск военной продукции, стоимость которой примерно в 3,4 раза превысила стоимость английской военной продукции, но это было преимущество чисто временного характера. Даже одна только Британская империя имела гораздо больше потенциальных ресурсов, чем Германия.
Британская империя почти монопольно владела важнейшим стратегическим сырьём: оловом, каучуком, вольфрамом, молибденом, джутом — и имела доступ ко всем необходимым ей видам сырья. Германия же зависела от ввоза. Предпринятые ею попытки добиться самообеспечения не дали ожидаемых результатов.

### Авиация
На момент объявления войны континентальная Франция располагала 34 дивизиями сухопутных войск, а также крупными военно-воздушными силами. ВВС Франции включали в себя около 3300 самолётов, 1275 из которых являлись новейшими боевыми машинами:
- 700 истребителей «Моран-Солнье MS-406», «Девуатин D.510» и «Bloch MB.152»
- 175 бомбардировщиков «Bloch MB.131»
- 400 разведывательных самолётов «Potez 637»

В то же время люфтваффе на Западном фронте располагали 1193 самолётами. Из них 568 истребителей, 421 бомбардировщик и 152 разведчика. Таким образом, воздушное превосходство только одной Франции над Германией было очевидным. А с прибытием во Францию британских авиачастей это превосходство стало бы подавляющим. Королевские ВВС выделили в помощь союзникам более 1500 самых современных самолётов: истребителей Спитфайр и Харрикейн, бомбардировщиков Фэйри «Бэттл», Бристоль Бленхейм и Уитли. Однако все эти самолёты находились на британских аэродромах, и переброска их во Францию требовала значительного времени.
В целом, на 1939 год Франция располагала третьей по количеству танков и самолётов сухопутной армией в мире после РККА и вермахта, а также четвёртым в мире военно-морским флотом после британского, американского и японского (за Францией следовала Италия).

### Наземные войска

#### Германия
Группа армий «C»
Западный фронт вермахта представляла группа армий «Ц» генерал-полковника Вильгельма фон Лееба в составе 42 дивизий (в сентябре в срочном порядке к ней на усиление была переброшена 3-я горнострелковая дивизия), из которых лишь 12 могли быть названы полноценными:
Первый эшелон (1-й и 2-й этапы мобилизации)
- 5, 6, 9, 15, 16, 22, 25, 26, 33, 34, 35, 36, 52, 58, 69, 71, 75, 76, 78, 79, 86, 87, 209 пд

Второй эшелон (4-й этап мобилизации)
- 253, 254, 262, 269, 260, 263, 267, 268 пд

Резерв (3-й этап мобилизации)
- 211, 212, 214, 215, 216, 223, 225, 227, 231, 246, 251 пд

Германские войска занимали позиции вдоль голландской, бельгийской и французской границ. При этом они использовали созданную ранее Линию Зигфрида.

#### Франция
2-я группа армий
3, 4, 5, 8-я армии
11, 13, 42, 43-я пехотные дивизии, 4-я пехотная колониальная дивизия
9-я и 25-я моторизованные дивизии
2-я кавалерийская дивизия
2-я и 4-я дивизии тяжёлой артиллерии
До 12 сентября французские силы возросли до 78 дивизий (в том числе 4-х моторизованных) и 18 отдельных танковых батальонов. Немцы же не располагали на тот момент ни одной танковой дивизией или моторизованной дивизией — все были задействованы в Польше.

## Начало войны
3 сентября 1939 года Великобритания (в 5:00) и Франция (в 11:00) объявили войну Германии. Уже постфактум 4 сентября было подписано франко-польское соглашение. После этого посол Польши во Франции стал настаивать на немедленном общем наступлении. В тот же день представители Великобритании, начальник имперского генерального штаба генерал Эдмунд Уильям Айронсайд и главный маршал авиации Сирил Ньюэлл прибыли во Францию для проведения переговоров с французским генеральным штабом. Несмотря на многочисленные прошедшие встречи объединённого комитета штабов, которые начались с конца марта, к началу сентября ещё не было скоординированного плана действий по предоставлению помощи полякам.

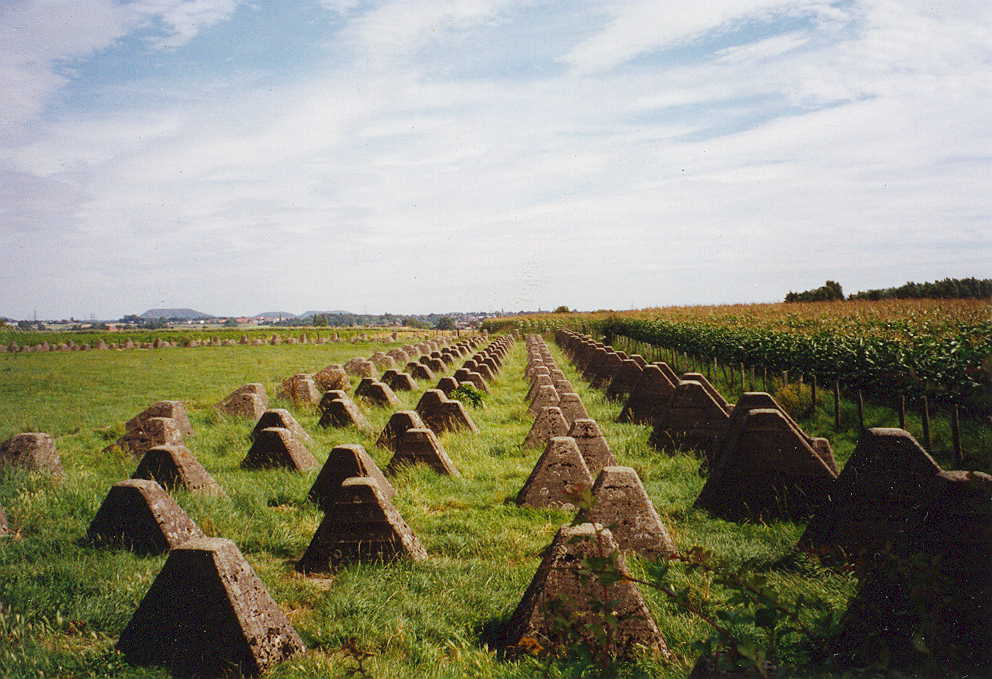
Линия Зигфрида — противотанковые надолбы на линии Ахен-Саарбрюккен

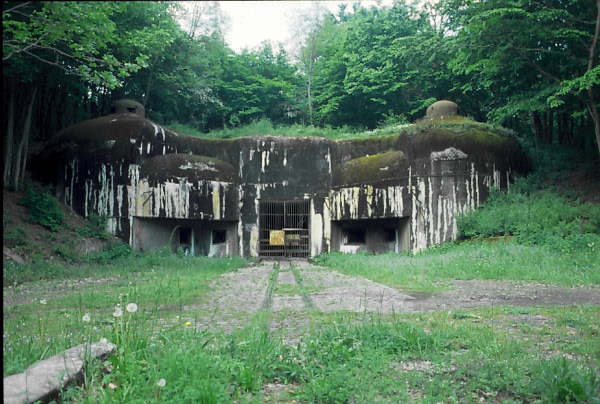
Форт на линии Мажино

На следующий день Айронсайд и Ньюэлл доложили в кабинет министров, что после завершения мобилизации своих армий главнокомандующий французской армией Гамелен собирался ориентировочно 17 сентября «нажать на линию Зигфрида» и проверить надёжность её обороны.
В результате подготовительных мероприятий с 18 августа и скрытой мобилизации с 25 августа немецкое командование развернуло на Западе группу армий «Ц» в составе 31 2/3 дивизий. Ещё до 1 сентября из резерва ОКХ в ГА «Ц» было передано 3 дивизии и ещё 9 после объявления союзниками войны Германии. Всего к 10 сентября на западных границах Германии имелось 43 2/3 дивизии. Воздушную поддержку им оказывали 2-й и 3-й воздушные флоты, имевшие 664 и 564 боевых самолётов соответственно. Французские мобилизационные мероприятия начались 21 августа и затронули в первую очередь дивизии мирного времени и крепостные и противовоздушные части. 1 сентября была объявлена всеобщая мобилизация (первый день 2 сентября с 0 часов) и началось формирование резервных дивизий серий «А» и «Б» (кроме двух, которые начали формироваться в конце августа). После завершения мобилизации и развёртывания к началу 20-х чисел сентября в составе Северо-Восточного фронта, прикрывавшего границу с Бельгией и Германией, было сосредоточено 61 дивизия и 1 бригада, против Италии — 11 дивизий и 1 бригада, в Северной Африке (Алжир, Марокко и Тунис) имелось 14 дивизий и 5 бригад. Четыре английские дивизии прибывали во Францию в течение всего сентября и к середине октября сосредоточились на бельгийской границе в районе Арраса между 1-й и 7-й французскими армиями. Длина северной границы Франции составляла 804,67 км, наступление французы могли вести только на небольшой территории шириной 144,84 км от Рейна до Мозеля. В другом случае Франция нарушила бы нейтралитет Бельгии и Люксембурга. Немцы смогли сосредоточить самые боеспособные дивизии именно на этой территории и прикрыли подходы к линии Зигфрида минными полями. В такой ситуации наступательные действия французов значительно усложнялись.
Однако важнее оказалось то, что французы не смогли начать наступательную операцию до 17 сентября. До этого времени франко-немецкое противостояние ограничивалось только боями локального значения. Неспособность Франции раньше ударить по немцам объяснялась устаревшей мобилизационной системой: сформированные части не успевали пройти надлежащей подготовки. Другой причиной задержки было то, что французское командование придерживалось устаревших взглядов на ведение войны, считая, что перед любым наступлением, как и во времена Первой мировой войны, должна пройти мощная артподготовка. Однако большая часть тяжёлой артиллерии французов пребывала в консервации, и её нельзя было подготовить раньше, чем к пятнадцатому дню после объявления мобилизации.
Относительно помощи Великобритании было ясно, что первые две дивизии английского экспедиционного корпуса могли прибыть на континент только в первых числах октября, ещё две — во второй половине октября. На другие английские дивизии рассчитывать не приходилось. Для французов это также служило поводом не начинать наступательных действий.
Немецкая армия также не спешила начинать полномасштабную войну на Западном фронте. В «Распоряжении главнокомандующего военными силами Адольфа Гитлера о нападении на Польшу (31.08.1939)» говорилось следующее:

«3) На западе ответственность за начало войны стоит полностью возложить на англичан и французов. На незначительные нарушения границы нужно сначала ответить действиями чисто местного характера… 

Немецкая сухопутная граница на западе не должна быть нарушена ни в одном пункте без моего разрешения. То же самое относится ко всем военно-морским операциям, а также к другим действиям на море, которые могут быть оценены как военные операции. 

Действия военно-воздушных сил должны ограничиваться противовоздушной обороной государственных границ от налётов авиации противника…

4) Если Англия и Франция начнут военные действия против Германии, то целью действующих на Западе вооружённых сил будет обеспечение соответствующих условий для победного завершения операций против Польши…

Сухопутные силы удержат Западный вал и готовятся к предотвращению его обхода с севера…»
Оригинальный текст (нем.)Im Westen kommt es darauf an, die Verantwortung für die Eröffnung von Feindseligkeiten eindeutig England und Frankreich zu überlassen. Geringfügigen Grenzverletzungen ist zunächst rein örtlich entgegen zu treten…  

Die deutsche Westgrenze ist zu Lande an keiner Stelle ohne meine ausdrückliche Genehmigung zu überschreiten. Zur See gilt das gleiche für alle kriegerischen oder als solche zu deutenden Handlungen.

Die defensiven Massnahmen der Luftwaffe sind zunächst auf die unbedingte Abwehr feindl. Luftangriffe an der Reichsgrenze zu beschränken…

4) Eröffnen England und Frankreich die Feindseligkeiten gegen Deutschland, so ist es Aufgabe der im Westen operierenden Teile der Wehrmacht, unter möglichster Schonung der Kräfte die Voraussetzungen für den siegreichen Abschluss der Operationen gegen Polen zu erhalten…

Das Heer hält den Westwall und trifft Vorbereitungen, dessen Umfassung im Norden…»

Для исполнения этого задания группа армий «Ц» под командованием генерал-полковника Вильгельма фон Лееба имела в своём распоряжении 11 2/3 кадровых и 32 резервных и ландверных дивизий. Последние нельзя было считать полностью боеспособными ни по технической оснащённости, ни по военной подготовке. Танковых соединений группа армий «Запад» не имела. Западный вал (линия Зигфрида) значительно уступал в укреплённости линии Мажино и ещё строился. Немецкие войска были развёрнуты следующим образом: 7-я армия (командующий генерал артиллерии Долльман) вдоль Рейна от Базеля до Карлсруэ, 1-я армия (командующий генерал-полковник Эрвин фон Вицлебен) — от Рейна до границы с Люксембургом. Небольшая оперативная группа «А» под командованием генерал-полковника барона Курта фон Хаммерштейна охраняла границу с нейтральными государствами до города Везель.

## «Активные действия» на Западном фронте

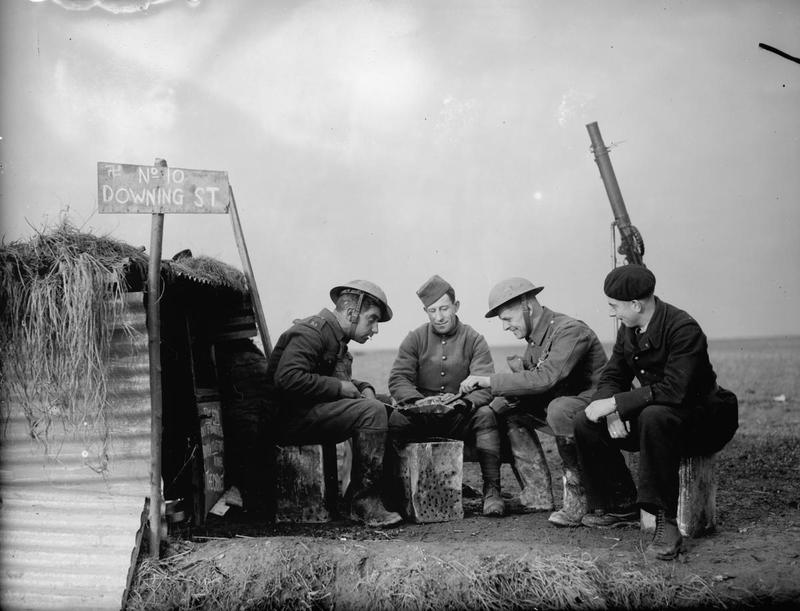
28 ноября 1939 года: Солдаты британского экспедиционного корпуса и французских ВВС на линии фронта. Шутливая надпись над блиндажом «10 Downing Street» — адрес резиденции британского премьер-министра.

С начала войны французы ограничились только несколькими атаками местного значения в районе Западного вала. При строительстве защитного барьера немцы не придерживались природной кривизны границ, поэтому линия в некоторых районах представляла собой прямую. Кроме того немецким войскам было приказано проводить только защиту линии Зигфрида и не вступать в затяжные боевые действия. 13 сентября 1939 года французам удалось сравнительно легко занять два выступающих вперёд участка — участок «Варндт» западнее Саарбрюккена и выступ границы между Саарбрюкеном и Пфальцским лесом.
Когда после окончания войны с Польшей стала заметной передислокация немецких соединений с Восточного фронта на Западный, французы, начиная с 3 октября, освободили большую часть захваченной ими пограничной зоны и отошли к государственной границе, а местами и за неё. По свидетельству немецких военных, они были удивлены плохо подготовленными в инженерном отношении полевыми позициями, которые покинули французы.

### Саарское наступление
Согласно франко-польскому военному договору, обязательство французской армии заключалось в том, чтобы начать подготовку к крупному наступлению через 3 дня после начала мобилизации. Французские войска должны были захватить район между французской границей и немецкой линией обороны и произвести разведку боем. На 15 день мобилизации (то есть по 16 сентября) цель французской армии заключалась в том, чтобы начать полномасштабное наступление на Германию. Предварительная частичная мобилизация была начата во Франции уже 26 августа, а 1 сентября была объявлена полномасштабная мобилизация.
Французское наступление в районе долины реки Рейн началось 7 сентября, через 4 дня после объявления Францией войны Германии. В этот момент силы вермахта были заняты в наступательной операции в Польше, и французы имели подавляющее численное превосходство вдоль границы с Германией. Однако действия французской армии не принесли облегчения полякам, да и сами французы оказались в опасном положении, не добившись крупных успехов. Так, близ Саарбрюккена сразу одиннадцать дивизий штурмовали позиции немцев, прорвавшись на 32 километра вперёд. Всего французам удалось взять за неделю 12 населённых пунктов. Однако немцы, без потерь сдав города, тем самым ввели французов в заблуждение, скапливая силы. Постепенно немцы стали контратаковать: 10 сентября французы отбили первую атаку близ Апаха. Тем не менее, наступление продолжилось вплоть до захвата Варндтского леса. В этой операции пехота понесла тяжёлые потери от противопехотных мин, и французское наступление выдохлось. Французская армия даже не добралась до Западного вала. 12 сентября англо-французский верховный военный совет собрался в первый раз в Аббевилле во Франции. Было решено, что все наступательные действия должны были быть прекращены немедленно.

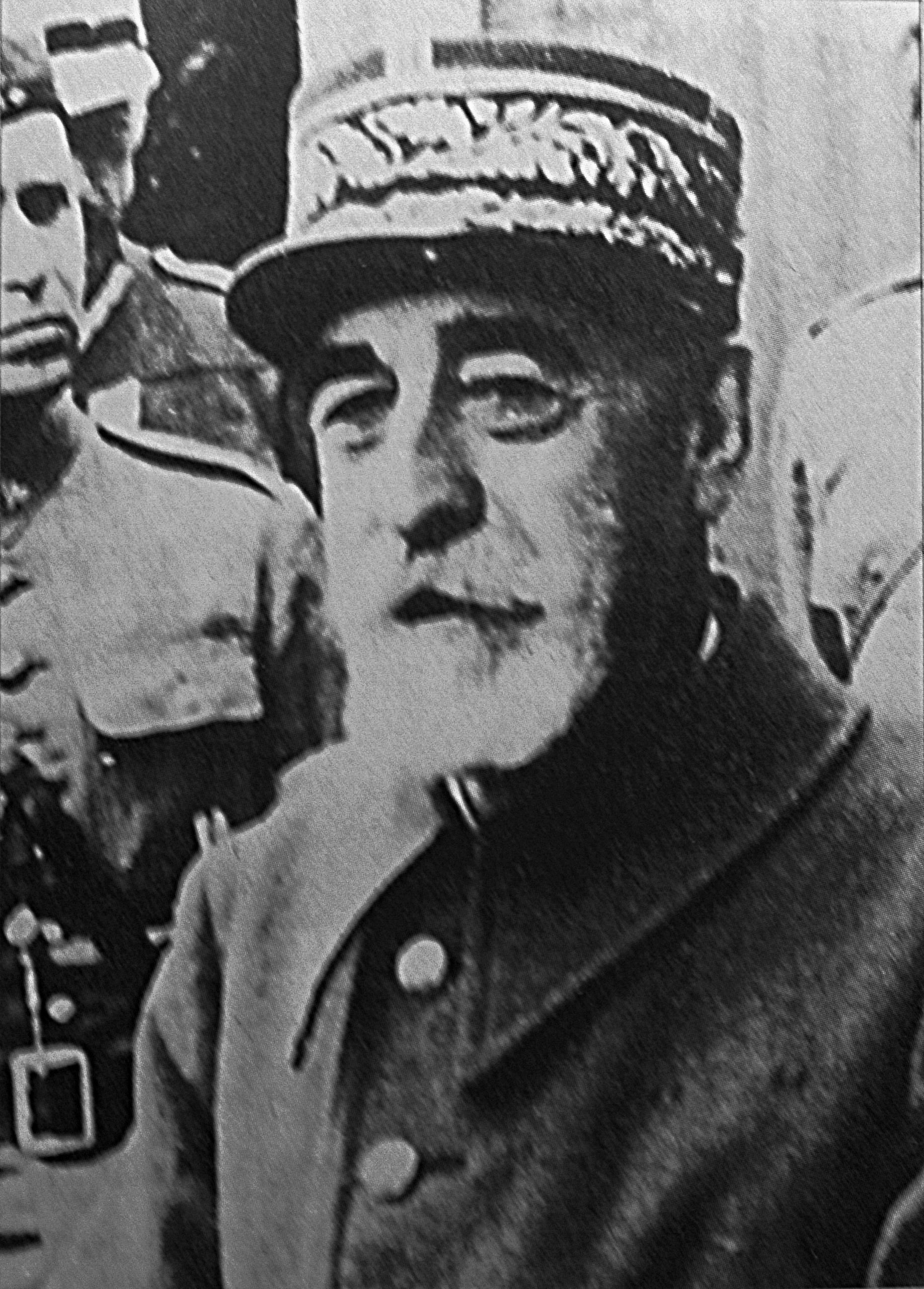
Фори, Луи, глава французской военной миссии в Польше

Операция не привела к передислокации немецких войск из Польши. Польша не была уведомлена о решении приостановить наступление. Вместо этого Гамелен сообщил маршалу Эдварду Рыдз-Смиглы, что половина его дивизий вступили в бой с противником, и о том, что французские успехи вынудили вермахт вывести по крайней мере 6 дивизий из Польши. На следующий день командир французской военной миссии в Польше Луи Фори сообщил польскому начальнику штаба генералу Вацлаву Стахевичу, что планируемое полномасштабное наступление на западном фронте пришлось перенести с 17 сентября на 20 сентября. Запланированное полномасштабное наступление на Германию должно было осуществляться 40 дивизиями, в том числе одной бронетанковой дивизией, тремя механизированными дивизиями, 78 артиллерийскими полками и 40 танковыми батальонами, однако в связи с безнадёжным положением Польши на 17 сентября оно было отменено.
Контрнаступление немцев 16 и 17 октября позволило Германии вернуть территории, потерянные во время Саарской операции. Французские войска вернулись за линию Мажино. Так началась Странная война.

### Советско-финская война
Заметным событием периода странной войны стала также разразившаяся вдруг так называемая «Зимняя война» между СССР и Финляндией, начавшаяся 30 ноября 1939 года.

### Великобритания
Англичане до середины октября четырьмя дивизиями (два армейских корпуса) заняли позиции на бельгийско-французской границе между городами Мольд и Байёль, достаточно далеко от линии фронта. В этом районе проходил почти сплошной противотанковый ров, который прикрывался огнём дотов. Эта система укреплений строилась как продолжение линии Мажино на случай прорыва немецких войск через Бельгию.
28 октября военный кабинет утвердил стратегическую концепцию Великобритании. Начальник британского генерального штаба генерал Эдмунд Айронсайд дал этой концепции такую характеристику: «пассивное ожидание со всеми волнениями и тревогами, которые из этого вытекают».
После этого на Западном фронте установилось полное затишье. Французский корреспондент Ролан Доржелес, который пребывал на линии фронта, писал:

…я был удивлён спокойствием, которое там царило. Артиллеристы, которые расположились на Рейне, спокойно смотрели на немецкие поезда с боеприпасами, которые курсируют на противоположном берегу, наши лётчики пролетали над дымящимися трубами завода Саара, не сбрасывая бомб. Очевидно, главная забота высшего командования заключалась в том, чтобы не беспокоить противника.— 
30 октября 1939 года британским истребителем впервые на Западном фронте был сбит немецкий самолёт-разведчик Do 17. 9 декабря 1939 года во время ночного патрулирования британский патруль зашёл на минное поле, и капрал Т. Прайдей стал первым британским пехотинцем, погибшим в боевых действиях во Второй мировой войне (но далеко не первой потерей Великобритании — в частности, более 800 моряков погибли при потоплении «Ройал Оук»).
В декабре 1939 года во Франции была сформирована пятая дивизия англичан, а в первые месяцы следующего года из Англии прибыло ещё пять дивизий. В тылу английских войск было создано почти 50 аэродромов с цементными взлётно-посадочными полосами, но вместо бомбардировки немецких позиций английские самолёты разбрасывали над линией фронта агитационные листовки.

### Позиция французских коммунистов
В сентябре 1939 ФКП начала антивоенную кампанию, призывая солдат дезертировать из армии. 2 сентября её депутаты проголосовали против военных кредитов. Генеральный секретарь партии Морис Торез, призванный в армию, дезертировал и бежал в СССР, за что был заочно приговорён военным судом к смертной казни.

## План вторжения во Францию
27 сентября 1939 года на совете главнокомандующих видами вооружённых сил и начальников их штабов Гитлер приказал немедленно готовить наступление на западе: «Цель войны — поставить Великобританию на колени, разгромить Францию». Против выступили главнокомандующий сухопутными войсками Вальтер фон Браухич и начальник генерального штаба Франц Гальдер. (Они даже подготовили план отстранения Гитлера от власти, но, не получив поддержки от командующего армией резерва генерала Фромма, оставили его).
Уже 6 октября 1939 года немецкие войска окончательно завершили оккупацию Польши, а 9 октября командующим видами вооружённых сил Браухичу, Герингу и Редеру была прислана «Памятная записка и главные указания насчёт ведения войны на Западе». В этом документе на основе концепции «блицкрига» были обозначены стратегические цели будущей кампании. Тут же говорилось, что немецкие войска будут наступать на западе, игнорируя нейтралитет Бельгии, Нидерландов и Люксембурга. Несмотря на страхи провального завершения операции, Браухич дал поручение генеральному штабу разработать «Директиву Гельб о стратегическом развёртывании», которую подписал 29 октября 1939 года.
План «Гельб» («Жёлтый») в своём первом варианте (план ОКХ) (который так и не был выполнен) предусматривал, что направление главного удара немецких войск будет проходить по обе стороны Льежа. Директива заканчивалась распоряжением группам армий «А» и группам армий «В» сосредоточить свои войска таким образом, чтобы они за шесть ночных переходов смогли занять исходные позиции для наступления. Начало наступления было назначено на 12 ноября. 5 ноября Браухич снова попробовал отговорить Гитлера от вторжения во Францию. Гитлер в свою очередь ещё раз подтвердил, что наступление необходимо проводить не позднее 12 ноября. Однако 7 ноября приказ был отменён из-за неблагоприятных метеорологических условий. Позднее начало операции откладывали ещё 29 раз.
10 января 1940 года Гитлер назначил окончательную дату наступления — 17 января. Но в тот же день, когда Гитлер принял это решение, произошёл весьма загадочный «случай»: самолёт с немецким офицером, который перевозил секретные документы, ошибочно приземлился на территории Бельгии и план «Гельб» попал в руки бельгийцев («Мехеленский инцидент»). Немцы вынуждены были изменить план операции. Новую редакцию предоставил начальник штаба группы армий «А» под командованием Рундштедта и Манштейна. Манштейн пришёл к выводу, что лучше нанести главный удар через Арденны в направлении Седана, чего союзники никак не ожидали. Основной идеей плана Манштейна было «заманивание». Манштейн не сомневался, что союзники обязательно отреагируют на вторжение в Бельгию. Но, развёртывая там свои войска, они потеряют свободный резерв (по крайней мере на несколько дней), загрузят до отказа дороги, и, главное, ослабят «скольжением на север» оперативный участок Динан — Седан.

## Оккупация Дании и Норвегии
Планируя вторжение во Францию, немецкий генеральный штаб беспокоился, что в этом случае англо-французские войска могут занять Данию и Норвегию. 10 октября 1939 года главнокомандующий военно-морскими силами гроссадмирал Редер впервые указал Гитлеру на значение Норвегии в войне на море. Скандинавия была хорошим плацдармом для атаки на Германию. Оккупация Норвегии Великобританией и Францией для Германии означала бы фактическую блокаду её военно-морского флота.

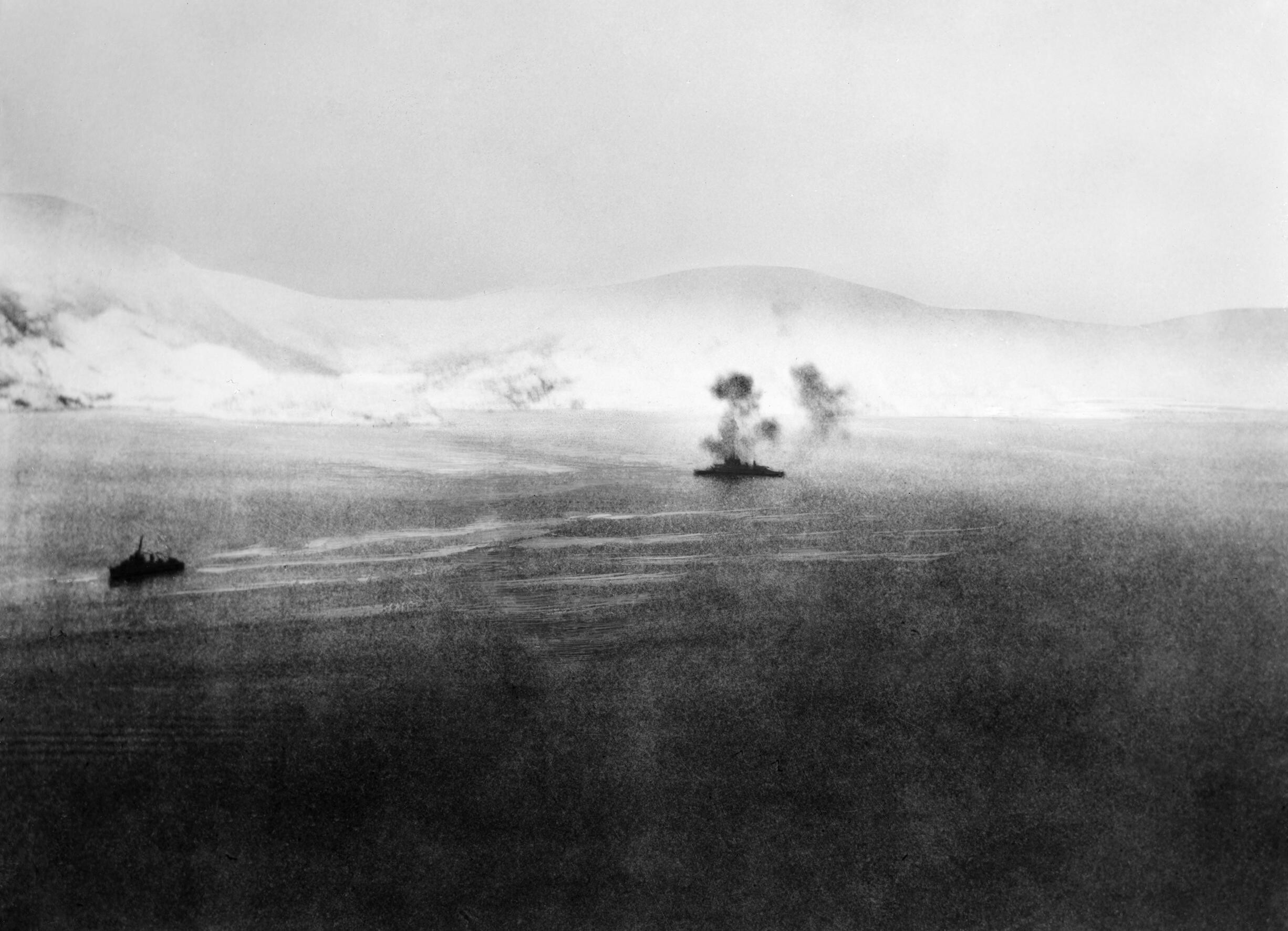
Морской бой у берегов Норвегии. 10 апреля 1940

14 декабря 1939 года Гитлер отдал приказ о подготовке операции в Норвегии. 1 марта 1940 года вышла специальная директива. В пункте 1-м директивы говорилось:

Развитие событий в Скандинавии требует совершить все приготовления для того, чтобы частью вооружённых сил оккупировать Данию и Норвегию. Это должно помешать англичанам закрепиться в Скандинавии и на Балтийском море, обеспечить нашу базу руды в Швеции и расширить для военно-морского флота и авиации исходные позиции против Англии.— [militera.lib.ru/h/patyanin_sv/13.html Оперативная директива на операцию «Везерюбунг»]
7 марта 1940 года Гитлер утвердил окончательный план операции «Везерюбунг».
Утром 9 апреля немецкие послы в Осло и Копенгагене вручили властям Норвегии и Дании одинаковые по содержанию ноты, в которых вооружённое выступление Германии было оправдано потребностью защитить обе нейтральные страны от якобы возможного в ближайшее время нападения со стороны Англии и Франции. Целью немецкого правительства, сообщалось в ноте, была мирная оккупация обеих стран.
Дания подчинилась требованиям Германии почти без сопротивления.
Другая ситуация сложилась в Норвегии. Там немцы 9-10 апреля захватили главные норвежские порты: Осло, Тронхейм, Берген, Нарвик. 14 апреля англо-французский морской десант высадился под Нарвиком, 16 апреля — в Намсусе, 17 апреля — в Ондальснесе. 19 апреля англо-французские войска развернули наступление на Тронхейм, но потерпели поражение и в начале мая вынуждены были вывести свои части из центральной Норвегии. После боёв за Нарвик англо-французские силы в начале июня эвакуировались из северной части Норвегии. Позднее, 10 июня, капитулировали последние части норвежской армии. Норвегия оказалась под управлением немецкой оккупационной администрации.

## Завершение «Странной войны»
Период «странной войны» завершился 10 мая 1940 года. В этот день немецкие войска, согласно плану «Гельб», начали широкомасштабные наступательные действия на территории нейтральных Бельгии, Голландии и Люксембурга. Затем через территорию Бельгии, обойдя линию Мажино с севера, немецкие войска вторглись в глубь Франции. Спустя немногим более одного месяца остатки боеспособных обороняющихся англо-французских сил были вытеснены в район Дюнкерка, откуда они эвакуировались в Великобританию. Началась полномасштабная фаза войны, Великобритания стала подвергаться авиаударам Германии.